# جوزپه دولدی
جوزپه دولدی (انگلیسی: Giuseppe Doldi؛ زادهٔ ۱۹ مارس ۱۹۵۰) بازیکن فوتبال اهل ایتالیا است.
از باشگاه‌هایی که در آن بازی کرده‌است می‌توان به باشگاه فوتبال اینتر میلان، باشگاه فوتبال فوجا، باشگاه فوتبال آتالانتا، باشگاه فوتبال لیورنو، و باشگاه فوتبال یو. اس. پرگولیتزه اشاره کرد.